# Cyrtochloa
Cyrtochloa là một chi thực vật có hoa trong họ Hòa thảo (Poaceae).

## Loài
Chi Cyrtochloa gồm các loài: